# Umm Kurun
Umm Kurun (arab. أم قرون) – wieś w Syrii, w muhafazie Aleppo, w dystrykcie Dżabal Siman. W 2004 roku liczyła 49 mieszkańców.